# Princesas (canción)
«Princesas» es el primer sencillo del álbum Animales del grupo español de  rock Pereza. Se le considera el sencillo con el que la banda dio el salto definitivo a la fama, aunque antes ya se habían dado a conocer a través de otras canciones como Horóscopo y el álbum Algo para cantar con Pienso en aquella tarde. Otras canciones posteriores alcanzaron también similares puestos en las listas de éxitos, como Todo, Estrella Polar, Margot o Lady Madrid, pero fue Princesas la primera y más representativa de ellas.
La canción está compuesta por Miguel Leiva quien junto a Rubén Pozo (Buenas Noches Rose) formaron el dúo Pereza.
- Datos: Q6086603